# البثنة (الفجيرة)
قرية البثنة تقع في إمارة الفجيرة في الإمارات العربية المتحدة. تقع « قرية البثنة » في وادي حام، أحد أطول الأودية التي تخترق سلسلة جبال الحجر.
وقد اعتمد اقتصاد هذه المنطقة منذ القدم على الزراعة والصيد وحتى الآن يعمل سكان هذه المنطقة بالزراعة والصيد. يتبع هذه المنطقة مساحات شاسعة من التربة الخصبة وما يحيطها من الأودية مثل وادي حام التي تحتوي على سد وادي حام.

## السكان
يبلغ عدد سكان هذه قرية البثنة حوالي 1500 نسمة، من أهل السنة والجماعة وعلى المذهب الشافعي. تضم القرية حوالى 250 منزلاً، وقد تم بناء هذه المنازل كبيوت شعبية منذ أكثر من 28 عاما. لهم عدة مساجد، ومدرسة، وعيادة صحية صغيرة، وبركتان لحفظ مياه الأمطار، يمتهنون الزراعة وتربية المواشي والأغنام.

## أمير البثنة
لمنطقة البثنة في الفجيرة عدد من الولاة والأمراء الذي يتم تعيينهم من قبل حاكم الفجيرة آنذاك ويكونوا ممثلين له في المناطق ومنهم حمدان بن حريز و علي بن عبدالله الحميدي الزحمي وله من الابناء الذكور عبدالله وراشد وأحمد ومحمد وسيف ومن الإناث مريم وفاطمة وموزة وعائشة واصيلة وسعادة، والأمير علي كان يتصف بالتواضع والكرم وقربه من الأهالي وكان من أوائل الاشخاص الذين امتكلوا السيارات ( لاند روفر) في ذلك الوقت وكان بمثابة الوالد لاهالي البثنة فهو يغيث الملهوف ويطعم الجائع وكان يفصل في القضايا الأسرية فلم تكن هناك مراكز شرطة ولاتوجد محاكم وكان رحمه الله من المقربين من الاسرة الحاكمة في الفجيرة بطبيعة منصبه ( الوالي) وعلاقة اجداده مع الشرقيين منذ قديم الزمان ولقد عاش كريما وتوفي عام 2008 وحضر جنازته عدد غفير من الشيوخ والأعيان والاهالي، وخلفه في منصبه ابنه الأمير أحمد بن علي عبدالله الحميدي الزحمي. .[بحاجة لمصدر]

## آثار البثنة
تشتهرالقرية القديمة بوجود قلعة البثنة الأثرية التي بنيت من الحجارة والطين وسعف النخيل والصاروج،  وتعتبر قلعة البثنة أضخم قلاع الفجيرة، يعود تاريخ بناء القلعة إلى العام 1735م، وتتكون من بناء رئيسي مخروطي الشكل مكون من ثلاث طوابق وبرج آخر من الجهة الشمالية، ولها مدخل عبارة عن باب لا يزيد إرتفاعه عن المتر الواحد والذي يقود إلى قاعة واسعة تسمى صحن القلعة، تنتشر في أعلاها فتحات دائرية في جميع الاتجاهات، وهي عبارة نقاط ارتكاز لبنادق المحاربين ومدافعهم، كما أنها تمكنهم من المراقبة في كافة الاتجاهات، ويبلغ ارتفاع القلعة حوالي 20 متر. تم ترميم القلعة في العام 2012 كما تم بناء سور محيط بها.

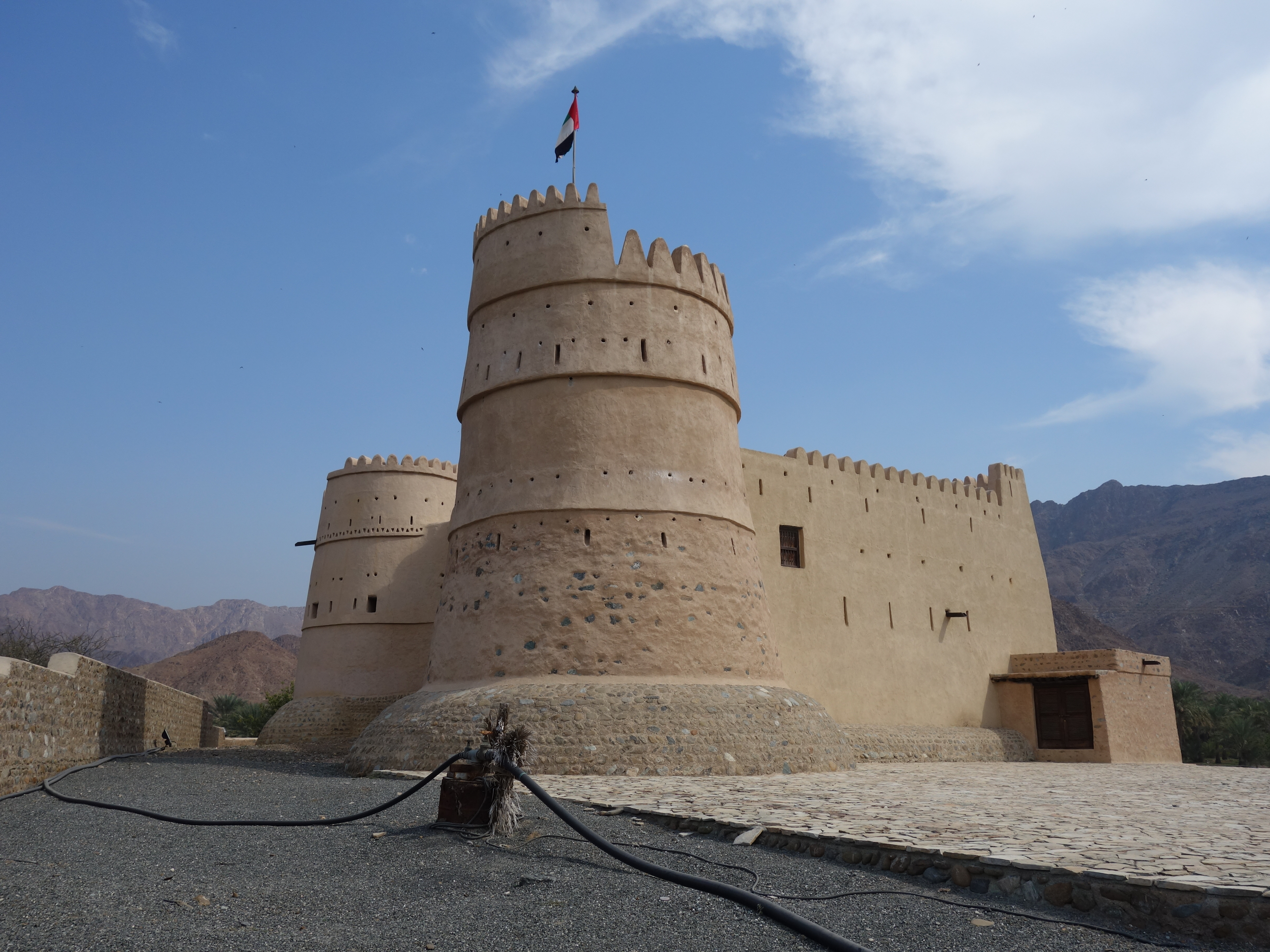
قلعة البثنة

وجدت في البثنة العديد من الآثار التاريخية على أيدي علماء الآثار فكانت تعد هذه الآثار مواطن استقرار لأهالي المنطقة وتقع أغلبها في القسم الجنوبي من البثنة حيث تتوافر المياه وهذا ما يدل عليه أشجار النخيل الموجودة هناك. ووجد في هذه المنطقة الكثير من آنية الطين المحروق.
في تسعينيات القرن الماضي تم اكتشاف أكبر وأهم قرية أثرية في البثنة الواقعة على الطريق الرئيس بين الفجيرة ودبي حيث أكتشفت العديد من المقابر الجماعية التي يعود تاريخها إلى نهاية الألف الثاني وبداية الألف الأول قبل الميلاد بواسطه البعثة الأثرية الفرنسية وفي طريقها لاكتشاف المزيد من الآثار في المنطقة حيث أشارت مسؤولة البعثة إلى وجود قرائن وأدلة تفيد بوجود آثار أخرى بجوار القرية الأثرية المكتشفة ستعمل البعثة على كشف النقاب عنها لمعرفة تاريخ هذه المنطقة بدقة.